# 모바일 고선명 링크
모바일 고선명 링크(Mobile High-Definition Link, MHL)는 휴대기기의 영상 및 음성을 유선으로 연결하는 기술 표준이다. MHL 3.0 버전에서는 UHD 해상도 지원, 고속 데이터 채널, 터치스크린과 키보드, 마우스 같은 주변기기의 원격 제어 등 또한 지원한다. MHL은 노키아, 삼성, 실리콘 이미지, 소니, 도시바를 포함한 모바일 및 CE 산업의 메이저 기업들로 이루어진 연합체이다.

## 역사
HDMI 표준을 세운 기업들 가운데 하나인 실리콘 이미지는 2008년 1월 소비자 가전 전시회(CES)에서 TMDS(변화 최소화 차분 신호) 기술을 기반으로 한 모바일 인터커넥트를 시연하였다. 이 인터페이스는 시연 당시 이름이 "Mobile High Definition Link"였으며 MHL 연합체가 발표한 구현체의 선구자격이 되는 것이었다. 오리지널 기술을 포함하지는 않았으나 워킹 그룹을 시작하는 방식으로 사용했다고 인용되었다.
워킹 그룹은 2009년 9월에 발표되었으며 MHL 연합체는 2010년 4월 노키아, 삼성, 실리콘 이미지, 소니, 도시바에 의해 설립되었다. MHL 사양 버전 1.0은 2010년 6월에 출시되었으며, 2011년 5월에 MHL 기반 제품들이 속속 모습을 드러내기 시작했다.
이 사양의 축소판은 2010년 4월 14일 다운로드가 가능해졌다. MHL 사양 버전 1.0은 2010년 6월에 출시되었다. CTS(Compliance Test Specification)는 2010년 12월 21일에 발표되었다.
MHL은 2014년 기준으로 표준이 만들어진 이후로 MHL 지원 제품이 5억 개를 넘어섰다고 발표하였다.

## 개요

마이크로-USB to MHL 가능 HDMI의 핀 할당.

MHL은 원래 스마트폰과 태블릿과 같은 모바일 장치를 위해 고안되었다.
- 고선명 비디오 및 8채널 서라운드 사운드.
- HDCP를 통한 암호화된 비디오 및 오디오.
- 영상, 음성, 보조 데이터를 위한 변화 최소화 차분 신호(TMDS)
- 케이블의 5VDC 전원
- 원격 장치의 HDMI-CEC 제어

## 버전

### MHL 1
버전 1.0은 2010년 6월에 도입되었으며, 최대 720p/1080i 60 Hz의 무압축 HD 영상(RGB 및 YCbCr 4:2:2/4:4:4 픽셀 인코딩)을 지원한다. 1080p 60Hz (YCbCr 4:2:2)의 지원은 버전 1.3에 도입되었다.

### MHL 2
버전 2.0은 2012년 4월에 도입되었으며 최소 충전치가 4.5 W (900 mA)까지 상승하였고 선택적으로 최대 7.5 W (1.5 A)까지 허용한다. 3차원 비디오의 지원이 도입되었으며 720p/1080i 60 Hz 및 1080p 24 Hz 3D 비디오 모드를 허용한다. 이 사양은 추가적인 MHL 사이드밴드 채널 (MSC) 명령을 포함한다.

### MHL 3
버전 3.0은 2013년 8월에 도입되었으며, 4K 울트라 HD (3840 × 2160) 30 Hz 비디오의 지원을 추가하였고, 3 Gbit/s에서 6 Gbit/s로 최대 대역을 높였다.

### superMHL
superMHL 1.0은 2015년 1월에 출시되었으며, 8K 울트라 HD (7680 × 4320) 120 Hz의 색역 (Rec. 2020) 및 48비트 깊이의 색과 더불어 하이 다이내믹 레인지(HDR) 비디오를 지원한다.

## 단자
- Micro-USB-to-HDMI (5핀)
- 삼성 Micro-USB-to-HDMI 어댑터 및 팁 (8핀)
- USB 타입-C
- superMHL (32핀)

## 같이 보기
- 미라캐스트